# Trzebcz
Trzebcz is een dorp in de Poolse woiwodschap Neder-Silezië. De plaats maakt deel uit van de gemeente Polkowice en telt 200 inwoners.